# Andrea Antonelli
Andrea Antonelli (Castiglione del Lago, 17 januari 1988 – Volokolamsk, 21 juli 2013) was een Italiaans motorcoureur.
Antonelli begon zijn motorsportcarrière in het Italiaans kampioenschap in de 125cc-klasse en won dit kampioenschap in 2004. Hij reed daarna vanaf 2005 in het Europees kampioenschap Superstock 600. In 2007 werd Antonelli tweede in het algemeen klassement, achter Maxime Berger. Vervolgens maakte hij de overstap naar het FIM Superstock 1000 kampioenschap en kwam op een Honda uit voor het Lorini Honda-team. Zijn beste klassering in de vier jaar dat hij het kampioenschap reed was een vierde positie in 2010.
In het seizoen 2012 maakte Antonelli samen met het Lorini-team de overstap naar het Wereldkampioenschap Supersport. Halverwege het seizoen stapte Antonelli echter over op een Yamaha van het team Bike Service Yamaha. In het algemeen klassement eindigde hij op een tiende plaats. In 2013 maakte Antonelli de overstap naar Kawasaki voor Team Go Eleven, waarvoor hij bij zeven races aan de start verscheen. Tijdens de zevende race van het seizoen op de Moscow Raceway in Volokolamsk startte Antonelli als vierde, maar door het natte wegdek kwam hij ten val en werd vervolgens aangereden door Lorenzo Zanetti's Honda, waarbij hij zwaargewond raakte en korte tijd later aan zijn verwondingen overleed.